# مسجد پنجره رکن‌آباد
مسجد پنجره رکن آباد مربوط به دوره آل مظفر است و در شهرستان میبد، مرکز روستای رکن آباد، محله توده واقع شده و این اثر در تاریخ ۲ بهمن ۱۳۸۲ با شمارهٔ ثبت ۱۰۸۷۹ به‌عنوان یکی از آثار ملی ایران به ثبت رسیده است.